# Die Rote (Film)
Die Rote ist ein deutsch-italienischer Spielfilm aus dem Jahr 1962. Er basiert auf dem gleichnamigen Roman von Alfred Andersch, der auch das Drehbuch schrieb. Erstaufführung war am 30. Juni 1962.

## Handlung
Franziska Lukas lebt in einem bürgerlichen Milieu in Deutschland und empfindet ihre Ehe mit Herbert Lukas als äußerst langweilig. Auch eine Liebesaffäre mit einem anderen Mann ändert nur wenig an diesem Zustand. Zwar fehlt es ihr an nichts, doch sie geht auf die 40 zu und möchte ihrem Leben noch eine Wendung geben. Das aktuelle Leben scheint ihr absehbar. Sie bricht aus und geht nach Venedig. Dort sucht sie vergeblich nach Arbeit. Die Veränderung und neue Bekanntschaften lassen ihr Leben nun aufregender erscheinen. Erotische und kriminelle Abenteuer erwarten sie. Sie lernt einen ehemaligen britischen Offizier kennen, der sich an einem deutschen Nazi rächen will. Franziska muss allerdings erkennen, dass dieser Mann sie nur für seine Pläne benutzt. Also flieht sie auch aus der neuen Lebenssituation.

## Produktionsnotizen
Der Film wurde vom 15. Januar bis zum 15. März 1962 gedreht. Als Atelier diente das Studio Tirrenia in Pisa. Die Außenaufnahmen entstanden in Venedig und Mailand. Die Uraufführung erfolgte am 30. Juni 1962 im Rahmen der IFF Berlin 1962, der Kinostart dann am 4. Juli 1962 im Zoo Palast.

## Kritiken
Der Film wurde zunächst als enttäuschend bewertet. Das Lexikon des internationalen Films schrieb: „Käutners Film erreicht nicht annähernd die erzählerische Qualität, Vielschichtigkeit und zeitkritische Bedeutung der Romanvorlage. Ruth Leuwerik bleibt der Hauptfigur ihre intelligente Vitalität schuldig. Gert Fröbe allerdings liefert in der Rolle des Nazimörders Kramer eine Glanzleistung.“ Das Heyne Filmlexikon (1996) urteilte: „Mißlungener, langweiliger Film, in dem allein Gert Fröbe als Schauspieler brilliert.“
Später wurde an dem Film eine bewusste Doppelbödigkeit hervorgehoben. So schrieb Georg Seeßlen in seinem Essay zu Helmut Käutner in CineGraph – Lexikon zum deutschsprachigen Film, Käutners Neigung zur Distanzierung und Verfremdung führe gelegentlich wie bei Monpti und Die Rote „zu einer heftigen Revolte gegen den Geist der literarischen Vorlage“. In einem Interview der Süddeutschen Zeitung zum 80. Geburtstag wurde Ruth Leuwerik auf den Film angesprochen: „Einer der letzten Filme damals ist einer Ihrer schönsten, Die Rote, nach dem Roman von Alfred Andersch.“ Antwort von Ruth Leuwerik: „Der lief auf der Berlinale, und es war ganz trostlos. Aber die Arbeit war sehr schön. Und die Atmosphäre von Venedig ist wunderbar eingefangen. Diese ganze 'morbidezza' (= Weichheit).“ Auch der Filmwissenschaftler Norbert Grob sah das Werk im Nachhinein positiv. Helmut Käutner sei gerade durch die Besetzung der nervösen, innerlich zerrissenen Titelfigur mit der biederen, etwas steifen Ruth Leuwerik ein „wundersamer Effekt“ gelungen: „Statt das Gefühl der Zerrissenheit zu desavouieren, wie das die zeitgenössische Kritik betonte, konturiert das betuliche Spiel der Leuwerik gerade das Uneinheitliche von Tun und Denken/Fühlen nur umso deutlicher.“

## Auszeichnungen
Der Film lief 1962 im Wettbewerb der Berlinale, ging bei der Preisvergabe allerdings leer aus.